# Reimfülle
Die Reimfülle bezeichnet in der romanischen Lyrik die Anzahl gleichklingender Komponenten (Phoneme) in der Metrik zweier sich reimender Verse. In der deutschen Sprach- bzw. Literaturwissenschaft ist der Begriff hingegen kaum gebräuchlich.

## Klassifizierung im Spanischen
Im Spanischen unterscheidet man zwischen rimas consonantes und rimas asonantes.
- rimas consonantes: Die Phoneme ab dem letzten betonten Vokal lauten identisch

Beispiel: nobles - dobles
- rimas asonantes: Die Vokale ab dem zuletzt betonten sind von gleicher phonetischer Qualität

Beispiel: árbol - campo

Eine Ausnahme bilden hier die versos esdrújulos (auf drittletzter Silbe betont), bei denen nur der Gleichklang in der drittletzten Silbe und der Endsilbe entscheidend ist:
Beispiele: lágrima - informática, teléfono - enciclopédico
Zwei Verse, die sich nicht reimen, werden als versos sueltos bezeichnet.

## Klassifizierung im Italienischen
Im Italienischen unterscheidet man zwischen rima piana, rima sdrucciola und rima tronca.
Zwei sich nicht reimende Verse werden versi sciolti genannt; diese Versart trifft man vor allem in den Rezitativen von Opernlibretti an.

## Klassifizierung im Französischen
Im Französischen unterscheidet man zwischen rime faible, rime suffisante und rime riche.